# Budzisław (gmina w województwie poznańskim)
Budzisław (lub Budzisław Kolski; od 1973 Osiek Mały) – dawna gmina wiejska istniejąca do 1954 roku w woj. łódzkim i poznańskim. Siedzibą władz gminy był Budzisław Stary (obecna nazwa Stary Budzisław).
W okresie międzywojennym gmina Budzisław należała do powiatu kolskiego w woj. łódzkim. 1 kwietnia 1938 roku gminę wraz z całym powiatem kolskim przeniesiono do woj. poznańskiego.
Po wojnie gmina zachowała przynależność administracyjną. Według stanu z dnia 1 lipca 1952 roku gmina składała się z 17 gromad: Borecznia Wielka, Budki Nowe, Budzisław Nowy, Budzisław Stary, Dęby Szlacheckie, Dęby Szlacheckie kol., Drzewce, Lubiny, Maciejewo, Młynek, Nowa Wieś, Ochle, Osiek Mały, Smulniki, Szarłotowo, Trzebuchów i Witowo.
Jednostka została zniesiona 29 września 1954 roku wraz z reformą wprowadzającą gromady w miejsce gmin. Po reaktywowaniu gmin z dniem 1 stycznia 1973 roku gminy Budzisław nie przywrócono, utworzono natomiast jej terytorialny odpowiednik, gminę Osiek Mały w tymże powiecie i województwie.